# Pour toi Arménie
«Pour toi Arménie» (с фр. — «Для тебя, Армения») — песня, написанная в 1989 году Шарлем Азнавуром и Жоржем Гарваренцом и записанная группой известных французских артистов. Песня была написана и записана с целью помочь пострадавшим от Спитакского землетрясения 1988 года. Лейбл Trema-EMI label продал более миллиона пластинок с записью сингла (на другой стороне была песня «Они пали» памяти жертв геноцида армян). Песня в течение 10 недель занимала первое место в чарте синглов SNEP (Франция) и попала в книгу рекордов Гиннесса, так как заняла первое место с первой недели. Клип к песне снял Анри Верней.